# Limousis
Limousis – miejscowość i gmina we Francji, w regionie Oksytania, w departamencie Aude. Przez miejscowość przepływa rzeka Orbiel. 
Według danych na rok 1990 gminę zamieszkiwało 86 osób, a gęstość zaludnienia wynosiła 9 osób/km² (wśród 1545 gmin Langwedocji-Roussillon Limousis plasuje się na 815. miejscu pod względem liczby ludności, natomiast pod względem powierzchni na miejscu 776.).

## Zabytki
Zabytki w miejscowości posiadające status Monument historique:
- Maison Gaston